# Rajski Do
Rajski Do (en serbe cyrillique : Рајски До) est un village de Bosnie-Herzégovine. Il est situé sur le territoire de la ville d'Istočno Sarajevo, dans la municipalité de Trnovo et dans la république serbe de Bosnie. Selon les premiers résultats du recensement bosnien de 2013, il compte 25 habitants.

## Géographie
Le village est situé au nord du mont Treskavica.

## Démographie

### Évolution historique de la population dans la localité
| 1948 | 1953 | 1961 | 1971 | 1981 | 1991 | 2013 |
| ---- | ---- | ---- | ---- | ---- | ---- | ---- |
| -    | -    | 10   | 6    | 8    | 12   | 25   |

|  |